# Thomas Fersen
Thomas Fersen (Paris, 4 de janeiro de 1963) é um cantor e compositor francês. 
Durante sua infância, ele fez parte de um banda punk antes de tocar  piano em cafés. Lançou seu primeiro álbum em 1993, que lhe deu nome reconhecimento imediato.
Fersen utiliza-se em suas letras trocadilhos, rimas ricas, símbolos e imagens a partir de plantas (legumes, frutas) e animais (aves e animais exóticos) para contar histórias originais ou fábulas, para recriar momentos de cotidiano, impressões e sentimentos, e também os sonhos das pessoas comuns e as suas falhas e defeitos. Pertence a a diferentes estilos musicais, dependendo do álbum (rock, folk-rock ou jazz e blues).

## Discografia
- 1993 - Le Bal des oiseaux
- 1995 - Les Ronds de carotte
- 1997 - Le Jour du poisson
- 1999 - Qu4tre
- 2001 - Triplex (triple album live)
- 2003 - Pièce montée des grands jours
- 2004 - La Cigale des grands jours
- 2005 - Le Pavillon des fous
- 2007 - Gratte-moi la puce - Best of de poche
- 2008 - Trois petits tours
- 2011 - Je suis au paradis
- 2013 - Thomas Fersen & The Ginger Accident
- 2017 - Un coup de queue de vache
- 2019 - C'est tout ce qu'il me reste